# 노랑배진박새
노랑배진박새(영어: Yellow-bellied Tit, 학명: Pardaliparus venustulus)는 참새목 박새과에 속하는 새이다.

## 생김새
암수 공통으로 배가 노란색이다.

### 수컷
머리와 얼굴이 진박새와 유사하다. 몸윗면은 청회색이고 검은색이 섞여 있다.

### 암컷
머리가 청회색이고 등과 어깨가 녹갈색이다. 뒷머리에 흰 줄무늬가 있고 회흑색 턱선이 있다.

## 서식지
중국 허베이성 동북부에서 서쪽으로 깐수성, 남쪽으로 윈난성, 동쪽으로 안후이성까지 분포한다. 한국에서는 2005년 소청도에서 1개체가 처음 관찰된 이후 매년 관찰되고 있으며 개체수가 증가하고 있다.